# Ваулин, Пётр Кузьмич
Пётр Кузьми́ч Вау́лин (1870, Черемисское — 1943, Ворошиловград) — русский керамист-технолог и художник-керамист. Внёс существенный вклад в возрождение русской майолики. Сотрудничал с известными художниками — Михаилом Врубелем, Валентином Серовым, Константином Коровиным, Александром Матвеевым, Николаем Рерихом, Сергеем Чехониным.

## Биография
Родился в селе Черемисское Екатеринбургского уезда Пермской губернии в крестьянской семье.
В 1888—1890, получив земскую стипендию, учился в Красноуфимской сельскохозяйственной школе, окончив её по классу керамики со званием мастера.
После окончания школы был приглашён в костромское Механико-техническом училище им. Ф. В. Чижова. Предполагалось, что Ваулин займёт место специалиста по огнеупорной и кислотоупорной керамике в ещё одном чижовском Техническом училище, которое должно было открыться в Чухломе. С целью повышения квалификации Ваулину были выделены средства для изучения керамического дела в России и Финляндии (предполагалась также командировка в Англию), и на устройство экспериментальной мастерской в имении душеприказчика Чижова — С. И. Мамонтова. Однако эти планы не были исполнены из-за смерти директора Костромского училища Н. А. Соковнина, и в 1890 Ваулина пригласил для работы в керамической мастерской С. И. Мамонтов.
После революции, в 1918 году, был назначен комиссаром Ломоносовского фарфорового завода в Петрограде; одновременно был техническим директором завода «Горн» в Кикерино ( до 1930 года). С 1930 года исполнял обязанности советника Пролетарского фарфорового завода в Ленинграде.
В 1943 году его обвинили в сотрудничестве с немцами и посадили в тюрьму, где он и умер. Реабилитирован в 1989 году.

## Мастерская в Абрамцеве
Работал в керамической мастерской имения Абрамцево и на производстве Мамонтова в Бутырках.

## Мастерские Художественно-промышленной школы им. Н. В. Гоголя в Миргороде (1903—1906)
Преподавал в керамической мастерской Художественно-промышленной школы им. Н. В. Гоголя в Миргороде.

## Художественно-керамическое производство «Гельдвейн-Ваулин»

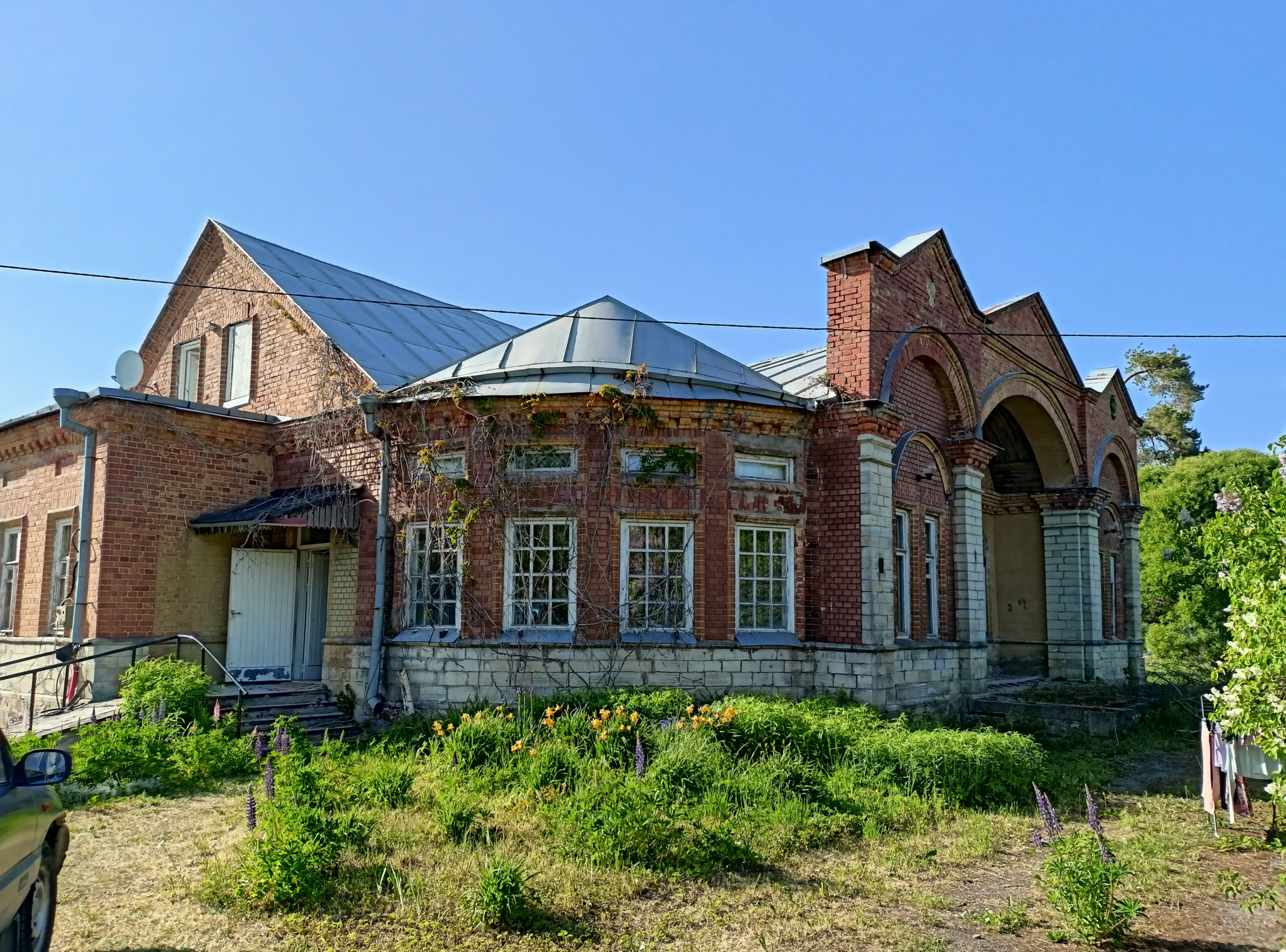
Усадьба Ваулина в Кикерино, 2023 г.

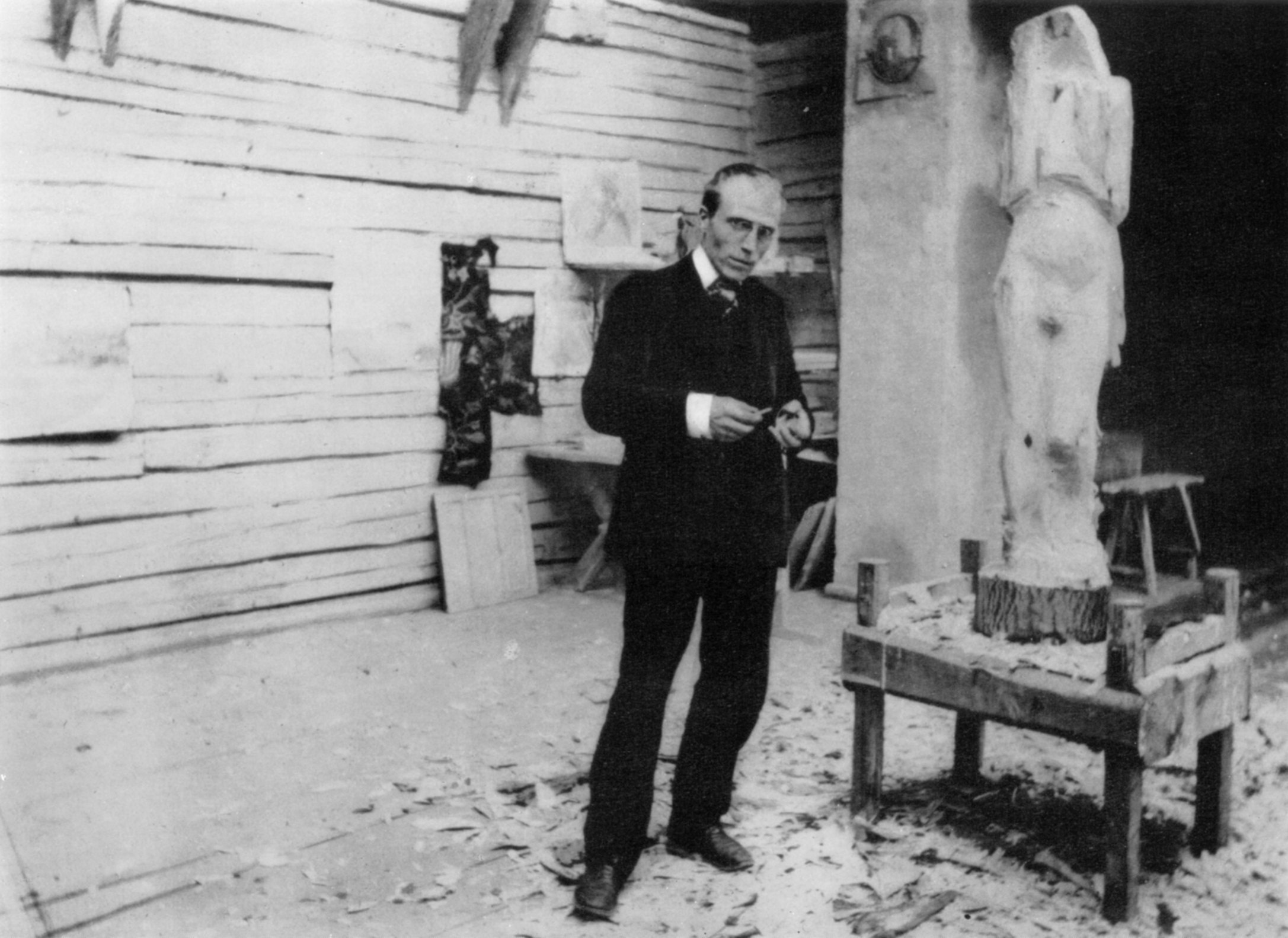
Мастерская Александра Матвеева в Кикерино в 1910 г.

Организовал собственное производство «Гельдвейн-Ваулин» в деревне Малое Кикерино, близ станции Кикерино Балтийской ж/д. Контора находилась в Петербурге-Петрограде на Адмиралтейском канале, д. 29. После Октябрьской революции производство было переименовано в завод «Горн», Ваулин был назначен его техническим директором; также он — комиссар Фарфорового завода им. Ломоносова (с 1918 г.), консультант фарфорового завода «Пролетарий».
В усадьбе Ваулина в Кикерино была расположена мастерская известного российского и советского скульптора Александра Матвеева, где он, в частности работал над созданием гипсового этюда к «Надгробию В. Э. Борисову-Мусатову», а затем и над воплощением своего замысла в граните.

## Работы
Абрамцевские мастерские, керамическое производство «Абрамцево» в Москве
- Майолика в интерьерах Ярославского вокзала в Москве, на фасадах Третьяковской галереи и гостиницы «Метрополь»[3]

Художественно-керамическое производство «Гельдвейн-Ваулин»

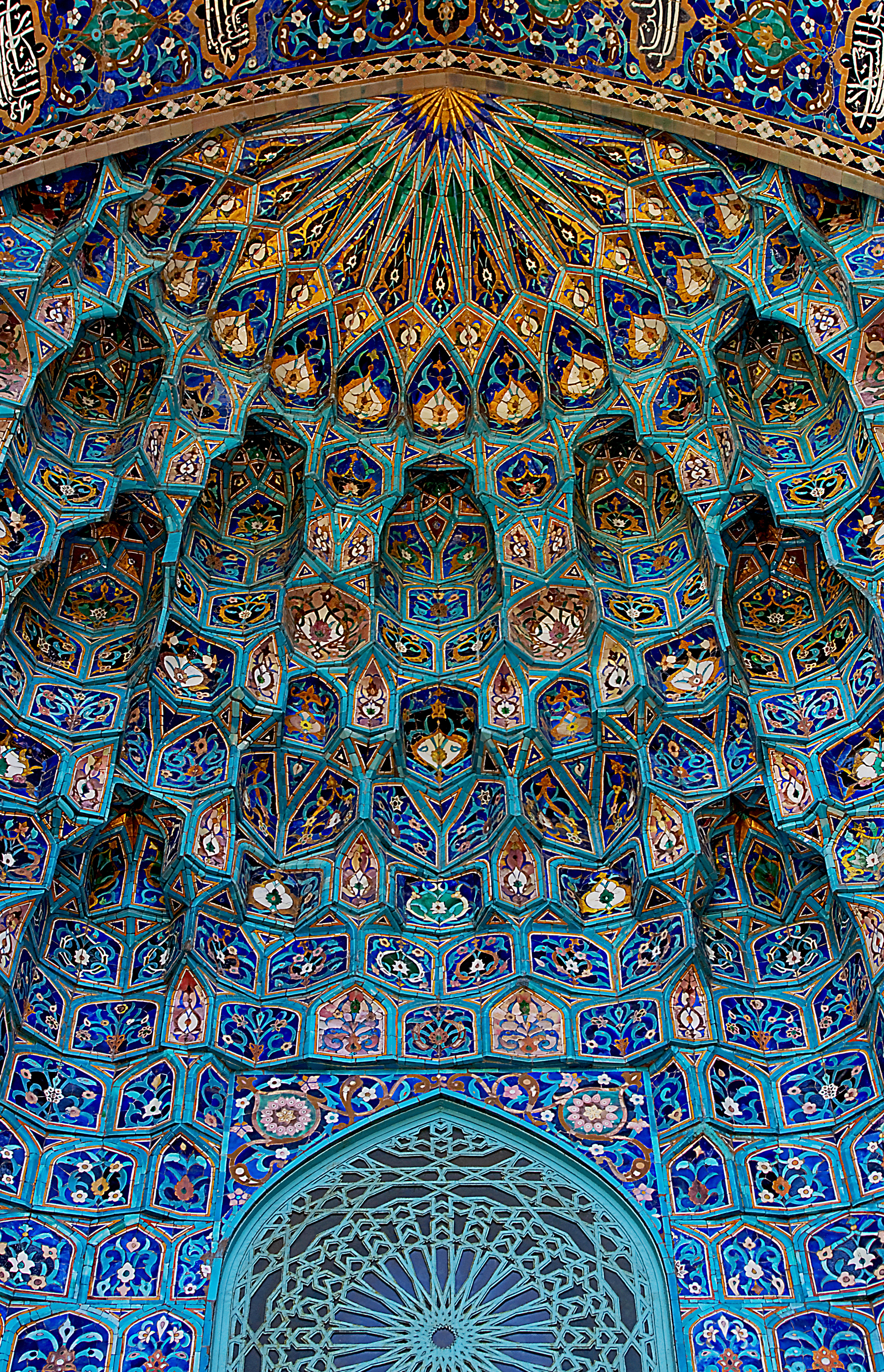
Сотовый свод портала мечети Петербурга

- Доходный дом П. Т. Бадаева, улица Восстания, 19/53 (1904—1906, В А. Косяков совместно с Г. А. Косяковым при участии Н. Л. Подбереского. Начат С. Корниловым);
- Майоликовый камин по рисунку Михаила Врубеля в Доме Бажанова, 1908 год. Всего существует пять вариантов, первый из них удостоен в 1900 году Золотой медали на Всемирной выставке в Париже.
- Майоликовый фриз на Доме страхового общества «Россия», Большая Морская улица, 35 (худ. Н. К. Рерих);
- Майоликовые панно и медальон на особняке Э. Э. Брёмме (1907 г.; арх. В. С. Карпович);
- Майоликовое и фарфоровое убранство Соборной мечети в Петербурге (1910—1917 гг.; арх. Н. В. Васильев, С. С. Кричинский, А. И. фон Гоген);
- Портал Русского павильона на международной гигиенической выставке в Дрездене (1911 г.; арх. В. А. Покровский; разобран по окончании выставки; портал перевезён в Санкт-Петербург и украшает вход библиотеки Института экспериментальной медицины);
- Доходный дом Захаровых на Клинском проспекте, 17 (1912—1913 гг.; арх. А. А. Захаров);
- Дом кино, бывшее здание Петроградского губернского кредитного общества и кинотеатр «Сплендид-палас» (1914—1916)[4];
- Многоцветные майоликовые панно «Мак» и «Подсолнух» на доходном доме М. М. Кудрявцева, 15-я линии В. О., 70[5];
- Керамическая отделка Торгового дома Гвардейского экономического сообщества на Большой Конюшенной улице, 21-23;
- Морской собор в Кронштадте;
- Ярославский вокзал в Москве;
- Третьяковская галерея.